# アンドリュー・ヘイ
アンドリュー・ヘイ（Andrew Haigh [heɪɡ]、1973年3月7日 - ）は、イギリスの映画監督、脚本家、映画編集者、映画プロデューサー。

## 来歴
1973年、イギリスノース・ヨークシャーハロゲイトに生まれる。
2000年に『グラディエーター』、2001年に『ブラックホーク・ダウン』の編集補佐を務め、映画編集者としてキャリアを積む。
2009年、初の長編監督作品となる『Greek Pete』が公開される。
2011年、『ウィークエンド』の監督を務め、英国インディペンデント映画賞、イブニング・スタンダード・シアター賞の最優秀脚本賞など多数の賞を受賞。
2015年、監督と脚本を務めた『さざなみ』が第65回ベルリン国際映画祭に出品され、主役の夫婦を演じたトム・コートネイとシャーロット・ランプリングが揃って男優賞と女優賞に当たる銀熊賞を受賞し、ランプリングに至っては第88回アカデミー賞で主演女優賞にノミネートされた。
2017年、監督を務めた『荒野にて』が第74回ヴェネツィア国際映画祭コンペティション部門に出品され、主演のチャーリー・プラマーが新人俳優賞に相当するマルチェロ・マストロヤンニ賞を受賞した

## 作品

### 監督長編映画
| 年   | タイトル                       | 役職 | 役職 | 役職 | 注記                                   |
| 年   | タイトル                       | 監督 | 脚本 | 編集 | 注記                                   |
| ---- | ------------------------------ | ---- | ---- | ---- | -------------------------------------- |
| 2009 | Greek Pete                     | Yes  | Yes  | Yes  | 初長編監督作品                         |
| 2011 | WEEKEND ウィークエンド Weekend | Yes  | Yes  | Yes  |                                        |
| 2015 | さざなみ 45 Years              | Yes  | Yes  | No   |                                        |
| 2017 | 荒野にて Lean on Pete          | Yes  | Yes  | No   |                                        |
| 2023 | 異人たち All of Us Strangers   | Yes  | Yes  | No   | 原作は山田太一の小説『異人たちとの夏』 |
| TBA  | Leonardo Da Vinci Film         | Yes  | Yes  | No   |                                        |

### その他の作品
- The Proprietor（1996年）- 製作補佐
- Small Time Obsession（2000年）- 監督第二補佐
- グラディエーター Gladiator（2000年）- 編集補佐
- Born Romantic（2000年）- 編集補佐
- Breathtaking（2000年）- 編集補佐
- ブラックホーク・ダウン Black Hawk Down（2001年）- 編集補佐
- モンテ・クリスト伯 The Count of Monte（2002年）- 編集補佐
- サハラに舞う羽根 The Four Feathers（2002年）- 編集補佐
- Oil（2002年）- 短編、監督・脚本・編集
- シャンハイ・ナイト Shanghai Knights（2003年）- 編集補佐
- モナリザ・スマイル Mona Lisa Smile（2003年）- 編集補佐
- Fits（2004年）- 短編、ユニットプロダクションマネージャー
- Fragments（2004年）- 短編、製作・監督補佐
- Markings（2005年）- 短編、監督・脚本
- Cahuenga Blvd（2005年）- 短編、監督・脚本・編集
- キングダム・オブ・ヘブン Kingdom of Heaven（2005年）- 編集補佐
- 恋愛上手になるために The Good Night（2007年）- 編集補佐
- ハンニバル・ライジング Hannibal Rising（2007年）- 編集補佐
- ミスター・ロンリー Mister Lonely（2007年）- 編集補佐
- A Matador's Mistress（2008年）- 編集補佐
- Crack Willow（2008年）- 編集補佐
- Five Miles Out（2009年）- 短編、監督・脚本
- ルッキング Looking（2014年 - 2015年）- TVシリーズ、監督・脚本・製作総指揮
- Looking: The Movie（2016年）- TVスペシャル、監督・脚本・製作総指揮
- The OA The OA（2019年）- TVシリーズ、シーズン2-3・6話監督
- 北氷洋 The North Water（2021年）- TVシリーズ、監督・脚本・製作総指揮
- ペット・ショップ・ボーイズ：A New Bohemia（2024年）- ミュージックビデオ、監督